# Alba Adriatica
Alba Adriatica község (comune) Olaszország Abruzzo régiójában, Teramo megyében.

## Fekvése
Olaszország egyik legnépszerűbb tengerparti üdülővárosa. Strandját Ezüst-partnak nevezik. Határai: Colonnella, Corropoli, Martinsicuro és Tortoreto.

## Története
1956-ig Tortoreto része volt Tortoreto Stazione néven.
Területét már a neolitikum során lakták. A római idején a közeli Iulia Novához (ma Giulianova) tartozott. A középkor során nemesi családok birtoka volt.

## Népessége
A népesség számának alakulása:

## Főbb látnivalói
Kevés középkori épülete maradt fenn, ezek közül a legjelentősebbek a Torrione (bástya) valamint a Santa Eufemia-templom.